# 비아코
비아코는 대한민국 기업으로, MINI ITX PLATFORM을 기반으로 하는 미니 PC, HTPC, 미디어서버, 산업용 PC, DID전용장비 및 각종 스토리지 제품등을 제조/공급하고 있는 기업이다.